# Joan Lope Masó
Joan Lope Masó és un arquer en la modalitat d'Arc Mecànic del club Tir Esportiu Mataró. Ha estat 7 cops campió d'Espanya individual i 5 amb l'equip de Catalunya. Ha estat també guanyador de les dues primeres lligues de les Euroregions. Va participat amb la Selecció Catalana com a invitada a la competició més prestigiosa de França, la lliga interdepartamental, on participen els millors arquers de tota França i on van assolir el segon lloc a molt pocs punts del primer dels 38 equips representants de les regions franceses participants. A nivell estatal ha guanyat diversos cops la Lliga Nacional, dos cops l'Open Internacional de Monjuic i a nivell local ha guanyat 22 campionats de Catalunya en les modalitats de 2D i 3D i 10 lligues catalanes en les mateixes modalitats. Al 2005 va ser proclamat millor esportista sènior de Mataró en la celebració de la Nit de l'Esport.